# Dörnhof (Kupferberg)
Dörnhof ist ein Gemeindeteil der Stadt Kupferberg im Landkreis Kulmbach (Oberfranken, Bayern). Dörnhof liegt in der Gemarkung Kupferberg.

## Geografie
Der Weiler liegt in einer Talmulde des Hofbachs, einem rechten Zufluss der Koser zwischen dem Galgenberg (582 m ü. NHN) im Nordwesten und einer namenlosen Erhebung (551 m ü. NHN) im Nordosten. Eine Gemeindeverbindungsstraße führt nach Kupferberg zur Kreisstraße KU 20 (1,4 km westlich) bzw. nach Schmölz (1,4 km östlich).

## Geschichte
Gegen Ende des 18. Jahrhunderts bestand Dörnhof aus drei Anwesen (2 Güter, 1 Sölde). Das Hochgericht übte das bambergische Centamt Marktschorgast aus. Die Dorf- und Gemeindeherrschaft hatte das Amt Marktschorgast. Grundherr war das Spital Kupferberg.
Mit dem Gemeindeedikt wurde Dörnhof dem 1812 gebildeten Steuerdistrikt Marienweiher und der im selben Jahr gebildeten Gemeinde Marienweiher zugewiesen. 1964 wurde Dörnhof in die Gemeinde Kupferberg eingegliedert.

### Einwohnerentwicklung
| Jahr      | 001818 | 001819 | 001861 | 001871 | 001885 | 001900 | 001925 | 001950 | 001961 | 001970 | 001987 |
| Einwohner |        | *      | 48     | 47     | 46     | 40     | 60     | 49     | 23     | 25     | 15     |
| Häuser    | 4      |        |        |        | 7      | 7      | 7      | 7      | 7      |        | 4      |
| Quelle    | [ 6 ]  | [ 10 ] | [ 11 ] | [ 12 ] | [ 13 ] | [ 14 ] | [ 15 ] | [ 16 ] | [ 17 ] | [ 18 ] | [ 1 ]  |

## Religion
Dörnhof ist katholisch geprägt und bis heute nach St. Veit (Kupferberg) gepfarrt.